# Großmaischeid
Großmaischeid település Németországban, Rajna-vidék-Pfalz tartományban. Lakosainak száma 2331 fő (2023. december 31.).

## Népesség
A település népességének változása:
| Lakosok száma | 1772 | 2343 | 2311 | 2305 | 2334 | 2331 |
|               | 1975 | 2017 | 2019 | 2021 | 2022 | 2023 |